# 平田雄也
平田雄也（日语：／ Hirata Yuya，1993年6月20日—），日本演員、YouTuber，出生於神奈川縣橫濱市，Sun Music Production旗下藝人。2013年在中央大學選秀比賽中當選「中央先生」，隔年主演《WILD HALF 沙羅沙》舞台劇版出道，2018年在特攝電視劇《超人力霸王羅布》中飾演主角湊活海，2021年開設以寶可夢卡片及遊戲實況為主的YouTube個人頻道。

## 主要演出作品

### 電視劇
- 醫療搜查官財前一二三4（2013年11月8日、富士電視台） - 飾 岡田
- 週三推理劇場9「ソタイ2 組織犯罪対策課」（2016年4月13日、東京電視台） - 飾 吉岡勇哉
- 超人力霸王歐布 年代記 （2018年6月30日、東京電視台） - 飾 湊活海
- 超人力霸王羅布（2018年7月7日 - 、テレビ東京） - 主角・湊活海（與小池亮介（日语：小池亮介）雙主演）[2]
- W縣警的悲劇 第2話（2019年8月3日、BS東視）
- 熟男不結婚 第2季第3話（2019年10月22日、關西電視台） - 飾 野村信吾
- 同期的櫻 第3、4話（2019年10月23日・10月30日、日本電視台） - 飾 松下
- 下輩子我再好好過（2020年1月9日 - 、東京電視台） - 飾 B君
- 刑警七人 第6季第2話（2020年8月12日、朝日電視台） - 飾 村上雅人[3]
- RISKY 第3-5話（每日放送、2021年4月9日 - 4月23日） -  飾 山崎
- 最棒的歐巴桑 中島春子 第5話（2021年5月9日、東海電視台） - 飾 中村優太
- 秘密內幕～女警的反擊～第5話（2021年8月18日、日本電視台） - 飾 青山

### 電影
- 超自然研究會（日语：ホーンテッド・キャンパスシリーズ#映画）（2016年7月2日公開）
- 人狼遊戲 戀人（2017年1月28日公開） -  飾 佐久間弘人
- 超人力霸王羅布：選擇！羈絆的水晶（2019年3月8日公開） - 主角・湊活海[4]
- 超人力霸王大河：新世代終結黑暗（2020年8月7日[5]}}） - 飾 湊活海[6]
- 碧藍之海 劇場版（2020年8月7日[7]。}}[8]） - 飾 工藤會長
- 車線変更-キューポラを見上げて-（2021年公開） - 主角・野平幸助[9]

### 舞台劇
- 《WILD HALF 沙羅沙》舞台劇版 奇蹟的機率 （2014年1月9日 - 15日、豊島区民センターイーストステージいけぶくろ） - 主角・沙羅沙
- 《排球少年!!》舞台劇版（2015年11月 - 12月、AiiA 2.5 Theater TOKYO） - 飾 岩泉一[10][11]
- 雲は湧き、光あふれて（朗讀劇、2015年3月30日 - 4月3日、紀伊国屋サザンシアター） - 輪替主角 ※ 3月30日、31日出演[12]
- 舞台芸術集団地下空港第16回公演「ポセイドンの牙」（2016年6月1日 - 5日、紀伊國屋ホール） - 飾 生方英
- 《不愉快的妖怪庵》舞台劇版 會說話的妖怪（2016年9月9日 19:30、赤坂RED THEATER） - 飾 來賓[13]
- 《男子啦啦隊！！》舞台劇版（2016年12月9日 - 18日、AiiA 2.5 Theater Tokyo） - 飾 溝口渉
- 《王牌投手 振臂高揮》舞台劇版（2018年2月2日 - 12日、サンシャイン劇場）- 飾 榛名元希

## 外部連結
- Sun Music Production 官方檔案：平田雄也 （页面存档备份，存于）
- 平田雄也的Ameba部落格 （页面存档备份，存于）
- 平田雄也的X（前Twitter）
- 平田雄也的Instagram帳戶
- YouTube上的平田雄也やるよ。頻道
- 平田雄也 OFFICIAL FAN CLUB ♯25